# Campionati europei di sollevamento pesi 2025 - 102 kg maschile
Le gare di sollevamento pesi della categoria fino a 102 kg maschile — pesi massimi primi — dei campionati europei del 2025 si sono svolte dal 19 al 20 aprile 2025 a Chișinău presso la Chișinău Arena.

## Programma
L'orario indicato corrisponde a quello moldavo (UTC+03:00)
| Data           | Orario | Evento   |
| -------------- | ------ | -------- |
| 19 aprile 2025 | 14:00  | Gruppo B |
| 20 aprile 2025 | 14:00  | Gruppo A |

## Medagliati
Per ciascun esercizio, i primi tre classificati sono i seguenti:
| Esercizio | Oro              | Oro    | Argento     | Argento | Bronzo      | Bronzo |
| --------- | ---------------- | ------ | ----------- | ------- | ----------- | ------ |
| Strappo   | Jaŭhen Cichancoŭ | 181 kg | Marcos Ruiz | 180 kg  | Tudor Bratu | 176 kg |
| Slancio   | Jaŭhen Cichancoŭ | 218 kg | Marcos Ruiz | 217 kg  | Tudor Bratu | 210 kg |
| Totale    | Jaŭhen Cichancoŭ | 399 kg | Marcos Ruiz | 397 kg  | Tudor Bratu | 386 kg |

## Record
Prima di questa competizione, i record mondiali ed europei esistenti erano i seguenti:
| Record mondiale | Strappo | Mondiale standard | 191 kg | —                  | 1º novembre 2018 |
| Record mondiale | Slancio | Liu Huanhua       | 232 kg | Phuket, Thailandia | 8 aprile 2024    |
| Record mondiale | Totale  | Liu Huanhua       | 413 kg | Phuket, Thailandia | 8 aprile 2024    |
| Record europeo  | Strappo | Europeo standard  | 190 kg | —                  | 1º novembre 2018 |
| Record europeo  | Slancio | Europeo standard  | 228 kg | —                  | 1º novembre 2018 |
| Record europeo  | Totale  | Europeo standard  | 406 kg | —                  | 1º novembre 2018 |

## Risultati
| Pos. | Atleta                         | Gr. | Peso atleta | Strappo (kg) | Strappo (kg) | Strappo (kg) | Strappo (kg) | Slancio (kg) | Slancio (kg) | Slancio (kg) | Slancio (kg) | Totale |
| Pos. | Atleta                         | Gr. | Peso atleta | 1            | 2            | 3            | Pos.         | 1            | 2            | 3            | Pos.         | Totale |
| ---- | ------------------------------ | --- | ----------- | ------------ | ------------ | ------------ | ------------ | ------------ | ------------ | ------------ | ------------ | ------ |
|      | Jaŭhen Cichancoŭ (AIN)         | A   | 101.30      | 174          | 178          | 181          |              | 207          | 215          | 218          |              | 399    |
|      | Marcos Ruiz (ESP)              | A   | 102.00      | 173          | 177          | 180          |              | 210          | 207          | 217          |              | 397    |
|      | Tudor Bratu (MDA)              | A   | 101.75      | 170          | 170          | 176          |              | 205          | 210          | 217          |              | 386    |
| 4    | Ara Aghanyan (ARM)             | A   | 100.50      | 170          | 175          | 180          | 4            | 205          | 210          | 212          | 5            | 380    |
| 5    | Petros Petrosyan (ARM)         | A   | 102.00      | 165          | 165          | 172          | 7            | 205          | 222          | 222          | 4            | 370    |
| 6    | Bohdan Buriaček (UKR)          | A   | 102.00      | 166          | 170          | 175          | 5            | 195          | 201          | 206          | 7            | 365    |
| 7    | Jevhenij Jancevyč (UKR)        | A   | 102.00      | 162          | 162          | 166          | 6            | 190          | 195          | 200          | 8            | 361    |
| 8    | Tudor Ciobanu (MDA)            | A   | 101.80      | 150          | 150          | 156          | 8            | 186          | 195          | 196          | 6            | 352    |
| 9    | Jacob Diakovasilis (DEN)       | B   | 101.37      | 147          | 147          | 147          | 11           | 186          | 194          | 200          | 9            | 341    |
| 10   | Arnas Sidiskis (LTU)           | B   | 101.35      | 147          | 151          | 152          | 9            | 180          | 185          | 188          | 10           | 340    |
| 11   | Seppe Housen (BEL)             | B   | 102.00      | 132          | 132          | 136          | 14           | 177          | 185          | 190          | 11           | 321    |
| 12   | Dino Smajic (BIH)              | B   | 100.45      | 140          | 144          | 150          | 10           | 160          | 167          | 170          | 13           | 320    |
| 13   | Viktor Ostrovsky (SVK)         | B   | 98.25       | 133          | 137          | 141          | 13           | 165          | 173          | 178          | 12           | 310    |
| —    | Dino Dale (CRO)                | B   | 100.50      | 130          | 130          | 130          | —            | 155          | 162          | 168          | 14           | —      |
| —    | Simon Kastbjerg Darville (DEN) | B   | 101.60      | 145          | 152          | —            | 12           | —            | —            | —            | —            | —      |
| —    | Patryk Sawulski (POL)          | A   | 96.50       | 153          | 153          | 155          | —            | —            | —            | —            | —            | —      |
| —    | Ramiro Mora Romero (EWF)       | A   | 101.45      | 161          | 165          | 168          | —            | 200          | 206          | 210          | —            | 371    |